# Gorilla in fuga
Gorilla in fuga (Gorilla at Large) è un film statunitense del 1954 diretto da Harmon Jones.
È un film thriller ambientato in un circo originariamente girato in 3-D con protagonisti Cameron Mitchell, Anne Bancroft e Lee J. Cobb.

## Trama
Una bella acrobata, un minaccioso gorilla, un addestratore di animali burbero, il proprietario senza scrupoli di un sideshow, una ragazza gelosa. Chiunque potrebbe essere il killer dell'ex-dipendente di un circo trovato brutalmente assassinato all'interno della tenda di "Golia il gorilla gigante", l'attrazione dello show. Intanto il gorilla fugge dalla gabbia.

## Produzione
Il film, diretto da Harmon Jones su una sceneggiatura di Leonard Praskins e Barney Slater, fu prodotto da Robert L. Jacks per la Panoramic Productions e girato nel Nu Pike Amusement Park a Long Beach in California. È uno dei primi film della 20th Century Fox girati in 3-D (il primo fu Inferno, distribuito un anno prima).

## Distribuzione
Il film fu distribuito negli Stati Uniti dal maggio del 1954 al cinema dalla Twentieth Century Fox. È stato poi pubblicato in DVD negli Stati Uniti dalla 20th Century Fox Home Entertainment nel 2007.
Alcune delle uscite internazionali sono state:
- in Finlandia il 10 giugno 1955 (Huvipuiston hirviö)
- in Svezia il 18 luglio 1955 (Gorilla lös!)
- in Portogallo il 26 marzo 1956 (O Gorila à Solta)
- in Germania Ovest (Der Würger von Coney Island)
- in Grecia (Eglima sto tsirko)
- in Spagna (El gorila asesino)
- in Italia (Gorilla in fuga)

Fu trasmesso in televisione nel formato 3D (promuovendo la vendita degli occhialini rosso/blu) su ReteQuattro il 24 Settembre 1988.

## Promozione
Le tagline sono:
- "From the highest point of the carnival midway...he unleashes a terror never known by mortal man before!".
- "Get out of his way - Before it's too late!".
- "The hate-beast who lives to kill is loose!".

## Critica
Secondo il Morandini il film soffre di una trama complicata, di una "sceneggiatura carente" e di una caratterizzazione dei personaggi non ben definita sebbene il cast si riveli ottimo.